# جفری بروما
جفری کوین فن هوموت بروما (هلندی: Jeffrey Kevin van Homoet Bruma؛ زادهٔ ۱۳ نوامبر ۱۹۹۱) بازیکن فوتبال اهل هلند است.
وی سابقه عضویت در تیم‌های چلسی، لسترسیتی، هامبورگ آیندهوون و وولفسبورگ را دارد.
بروما سابقه بازی برای تیم ملی فوتبال هلند را در کارنامه دارد.